# Kulturbotanisk Have
Kulturbotanisk Have er en botanisk have i Odense. Haven er med sine 9.000 forskellige plantearter, Danmarks største levende plantesamling.[kilde mangler]

## Geografisk placering
Kulturbotanisk Have ligger i den østlige del af Odense, syd for Odense Å og nord for jernbanestrækningen fra Odense til Nyborg.
Kulturbotanisk Have ligger ved siden af Kolonihaveforeningen Søndergårds Haver H/F Søndergårds Haver, der blev grundlagt i 1945 og består af 351 haver. Den er dermed den største haveforening i Odense.
Området med Kulturbotanisk Have og Kolonihaveforeningen Søndergårds Haver H/F har var en del af landsbyen Ejby, der er gammel, nærmest forsvunden landsby og jorden hørte til en af de 14 oprindelige gårde i landsbyen Ejby. Kolonihaveforeningen er navngivet efter den sidste ejer af denne gård, der hed Chr. Søndergård .

## Historie
I 1949 blev læreren Arne Emdal bevilliget et stykke jord til at oprette en botanisk have, der skulle bruges i undervisningssammenhænge. Oprindeligt hed haven Skolebotanisk have og var ejet af Odense Skolevæsen. Her kunne man få undervisning i botanik, og få udleveret planter. Senere overgik haven til Kommunens parkafdeling.
Midt i haven ligger en gul murstensbygning, hvor man bl.a. kan finde et toilet. Denne bygning har en fortid som hospitalsbygning i den tyske flygtningelejr i Skovby ved Bogense. Om sommeren skulle Arne Emdal bo i denne bygning. I dag bliver bygningen bl.a. brugt af Odense Kommmunes genoptræning mm.

## Planter i Kulturbotanisk Have
- Storkenæb
- Hosta (i flere slags)
- Dagliljer
- Sommerfuglebuske
- Løvefod
- Sankt Hans urt
- Bregner
- Roser
- Solhat
- … og mange flere

## Træer i Kulturbotanisk have
- Fyrtræer
- Lærketræ
- Kanstanie
- Egetræ
- Valnøddetræ
- Paradisæbler
- Magnolia
- Birketræer
- Kinesisk vandgran
- Vinlind
- Ungarsk lind
- Kristtorn
- Taks
- … og mange flere